# Veenendaal
Veenendaal – miasto w Holandii, w prowincji Utrecht. 1 lipca 2007 liczyło 61 802 mieszkańców.

## Miasta partnerskie
- Ołomuniec